# Pittchenmühle
Pittchenmühle ist Wohnplatz der Stadt Mittenwalde im Landkreis Dahme-Spreewald im Land Brandenburg.
Der Wohnplatz liegt nördlich des historischen Stadtkerns und westlich des Mittenwalder Ortsteils Ragow. Von dort führt die Berliner Chaussee in westlicher Richtung auf die Landstraße 74, die in Nord-Süd-Richtung nach Mittenwalde führt. Der Wohnplatz liegt südöstlich dieser Kreuzung.
Die Püttken Mühle erschien erstmals 1839 und bestand zu dieser Zeit aus einer Mühle. Diese brannte am 13. Januar 1897 ab. Der Name leitet sich laut Schlimpert von pütte oder püttke ab und bedeutet so viel wie „Grube, in der Wasser steht“. Im Jahr 1925 lebten auf dem Wohnplatz fünf Personen. 1932 wurde die Pittchenmühle ein Wohnplatz von Mittenwalde.